# Tantilla gottei
Tantilla gottei — вид змій родини полозових (Colubridae). Ендемік Гондурасу. Описаний у 2017 році.

## Поширення і екологія
Tantilla gottei мешкають в департаменті Франсіско-Морасан в центральному Гондурасу. Вони живуть в соснових лісах, на висоті від 500 до 1280 м над рівнем моря.